# Język gaddang
Język gaddang, także cagayan – język austronezyjski z grupy języków filipińskich. Według danych z 2005 r. posługuje się nim nieco ponad 30 tys. osób. Jego użytkownicy zamieszkują prowincje Nueva Vizcaya i Isabela, na wyspie Luzon w północnych Filipinach. 
W użyciu jest też język ilokański.